# آیکس
آیکس (به آلمانی: Eicks) یک منطقهٔ مسکونی در آلمان است که در مشرنیش واقع شده‌است. آیکس ۵۵۴ نفر جمعیت دارد.